# Xarxa de Parcs Naturals de la Diputació de Barcelona
La Xarxa de Parcs Naturals de la Diputació de Barcelona, gestionada per l'Àrea d'Espais Naturals i Infraestructura Verda, està formada per 14  espais naturals situats a la franja litoral i prelitoral de la província de Barcelona.
La Xarxa de Parcs Naturals pretén garantir l'equilibri territorial dels 103 municipis del seu àmbit geogràfic i té la missió de fomentar la conservació i el desenvolupament econòmic sostenible d'aquest territori, així com l'ús públic, posant a l'abast dels ciutadans centres d'informació i documentació, itineraris senyalitzats i rutes guiades, museus i exposicions temporals, equipaments pedagògics i culturals, albergs, residències casa de pagès, àrees d'esplai i d'acampada, publicacions i audiovisuals, a més de cursos, tallers i estades ambientals, tot plegat per gaudir, conèixer i respectar el medi natural.
Els parcs que formen part de la Xarxa de Parcs Naturals de la Diputació de Barcelona són: 
- Parc Natural i Reserva de la Biosfera del Montseny
- Parc Natural de Sant Llorenç del Munt i l'Obac
- Parc Natural de la Serra de Collserola
- Parc del Montnegre i el Corredor
- Parc del Castell de Montesquiu
- Parc de la Serralada de Marina
- Parc Agrari del Baix Llobregat
- Parc de la Serralada Litoral
- Parc Fluvial del Besòs
- Parc del Garraf
- Parc d'Olèrdola
- Parc del Foix
- Espai Natural de les Guilleries-Savassona
- Sant Miquel del Fai. Espai Natural dels Cingles de Bertí